# Argemone
Argemone es un género de Papaveraceae, comprendiendo unas 35 especies; de amplia difusión en el continente americano. En términos filogenéticos sería próximo a Arctomecon, Papaver y Romneya. Schwarzbach & Kadereit (1999) reconocieron cuatro clados.

## Descripción
Son plantas herbáceas, anuales o bienales, raramente vivaces, erectas, ramosas, ± espinosas, con látex amarillo. Hojas basales en roseta y caulinares alternas, subamplexicaules, sinuado-lobadas, con margen irregularmente dentado-espinoso. Flores actinomorfas, terminales, solitarias o dispuestas en cimas. Sépalos 2-3, libres, corniculados en el ápice, caducos. Pétalos 4-6, dispuestos en 2-3 series, blancos, amarillos o anaranjados. Estambres numerosos; filamentos filiformes y anteras lineares. Carpelos 3-6, con igual número de estigmas y alternando con las placentas. Estilo nulo o casi. Cápsula elipsoidal, aculeada o inerme, dehiscente por 3-6 valvas apicales. Semillas globosas, reticuladas.

## Taxonomía
El género  fue descrito por Carlos Linneo y publicado en Species Plantarum 1: 508–509, en 1753.

## Especies
- Argemone aenea
- Argemone albiflora
- Argemone arizonica
- Argemone aurantiaca
- Argemone chisosensis
- Argemone corymbosa
- Argemone glauca (Nutt. ex Prain) Pope - Pua kala (Hawaiʻi)[2][3]
  - Argemone glauca var. decipiens G.B.Ownbey
  - Argemone glauca var. glauca (Nutt. ex Prain) Pope
- Argemone gracilenta
- Argemone hispida
- Argemone mexicana Maleza mundial
- Argemone munita
- Argemone ochroleuca
  - Argemone ochroleuca stenopetala
- Argemone pleiacantha
- Argemone polyanthemos
- Argemone sanguinea
- Argemone squarrosa
- Argemone subfusiformis - Argentina y Chile